# 퓨전 패신저
퓨전 패신저(Phusion Passenger)는 루비, 파이썬, Node.js를 지원하는 자유 웹 서버, 애플리케이션 서버이다. 루비 공동체에서는 mod_rails, mod_rack으로 부른다.
아파치 HTTP 서버나 Nginx 웹 서버로 연동하기 위해 설계되었으나 외부 웹 서버 없이 독립적으로 구동이 가능한 모드도 갖추고 있다. 퓨전 패신저는 유닉스 계열 운영 체제들을 지원하며, gem 패키지나 tarball, 또는 네이티브 리눅스 패키지로 이용이 가능하다. 2021년 8월 기준으로 130,000개 이상의 웹 사이트들이 퓨전 패신저를 사용한다.